# مارغريت بروك
مارغريت بروك (بالملايوية: Margaret Brooke)‏ هي كاتِبة ماليزية، ولدت في 1849 في باريس في فرنسا، وتوفيت في 1936 في لندن في المملكة المتحدة.